# HERO (드라마)
《HERO》(히어로)는 후지 TV 계열에서 방송된 일본의 텔레비전 드라마이다. 주연은 키무라 타쿠야.
2001년에 〈게츠9〉 시간대에 방송된 후, 2006년에 단발 드라마가 방송되어, 영화화도 되었다. 2014년에 속편이 〈게츠9〉 시간대에서 방송되어, 영화화도 되었다.

## 개요
키무라 타쿠야가 연기하는 파격적이고 정의감이 강한 검사와, 마츠 타카코가 연기하는 고지식하지만 어딘가 얼빠진 사무관의 콤비 수사 활동과, 동료 검사들이 일으키는 코미디를 그린다. 2001년 1월 8일부터 3월 19일까지 방송되어, 평균 시청률 36.8% (칸토 지구·비디오 리서치 조사)라는 높은 시청률을 기록했다.
2006년 7월 3일 (월요일 21:00 ~ 23:18)에는, 종료 후 5년 만에 특별편이 방송되었다. 하이비전 제작. 또 2007년 9월 8일의 영화판 개봉에 맞춰, 8월 ~ 9월에 걸쳐 〈채널α〉 시간대에서 본편의 재방송이 (참고로, 본편의 재재방송이 2007년 10월 15일부터 〈채널α〉 시간대에서 행해진다, 그 외의 후지 TV 계열국에서도 차례차례 재재방송이 개시된다), 9월 23일 (일요일 21:00 ~ 23:29)에는 드라마 레전드 스페셜에서 이 특별편의 완전판(편집에 의해 영상 추가)이 방송되었다. 영화판에 대해서는 《HERO (2007년 영화)》를 참조.
2014년 7월 14일부터 9월 22일까지 〈속편〉으로 13년 만에 연속 드라마가 제작되었다. 속편은 후지 TV 개국 55주년 기념 프로그램으로서 제작.
ORICON STYLE에 의한 14년 7월기 연속 드라마 만족도 랭킹에서 만족도 63%를 획득해 1위가 되었다.
2015년 7월 18일, 영화화 작품이 개봉되었다. 제2기의 캐스트에 더해, 제1기에서 여주인공을 맡았던 마츠 타카코가 아마미야 마이코 역으로 출연했다. 게스트 출연으로 사토 코이치를 맞이했다. 영화판에 대해서는 《HERO (2015년 영화)》를 참조.

## 제1기

### 등장인물

#### 주요 인물

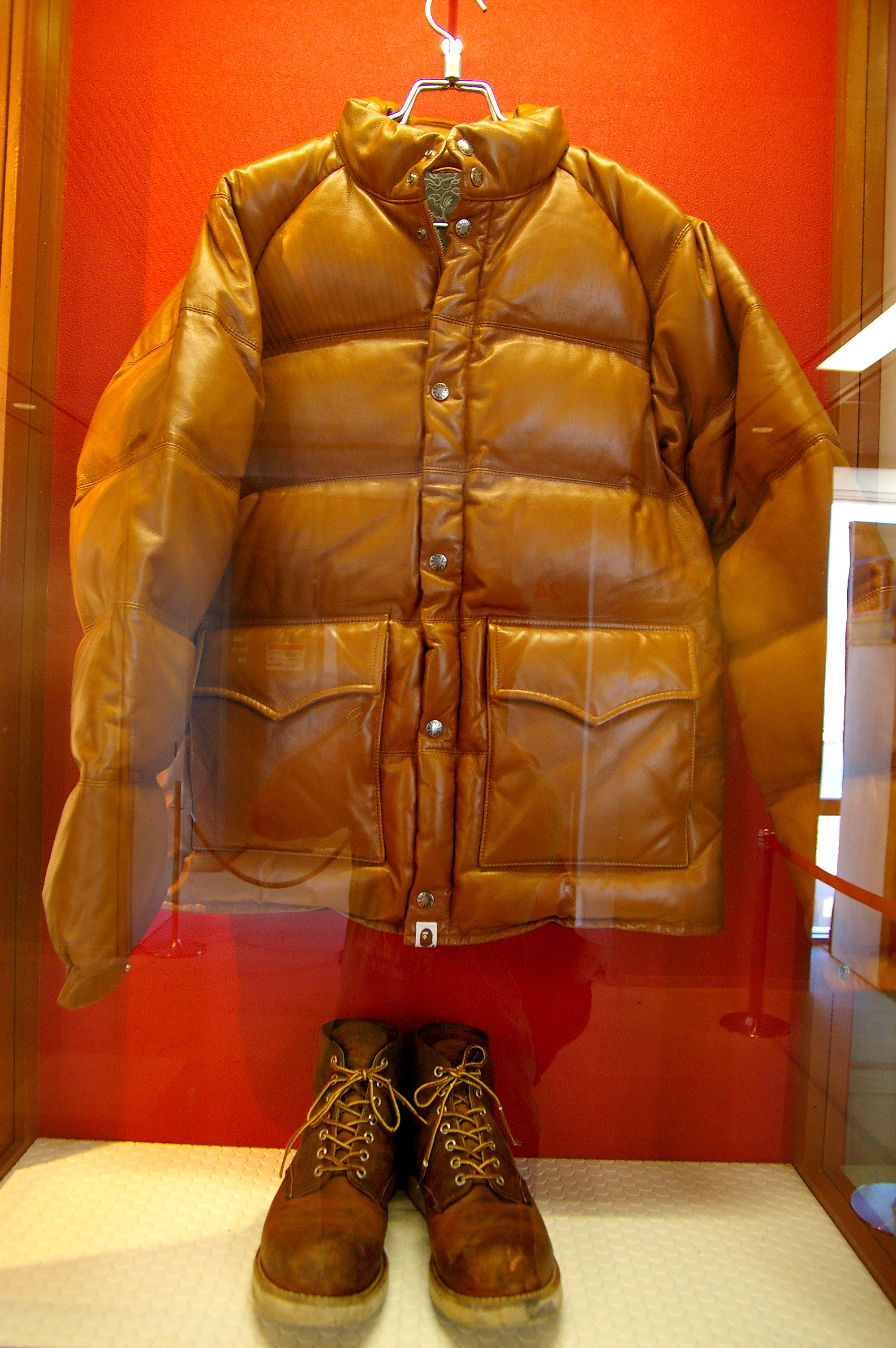
쿠리우의 다운 자켓과 신발

쿠리우 코헤이 (27) - 키무라 타쿠야
검사.
아마미야 마이코 (24) - 마츠 타카코
사무관.

#### 검찰·사무관
나카무라 미스즈 (30) - 오오츠카 네네
검사.
시바야마 미츠쿠 (36) - 아베 히로시
주임 검사.
엔도 켄지 (25) - 야시마 노리토
사무관.
에가미 타츠오 (32) - 카츠무라 마사노부
검사.
스에츠구 타카유키 (40) - 코히나타 후미요
사무관.
우시마루 타노조 (50) - 카도노 타쿠조
죠사이 지부 검사 부장.
나베시마 토시미츠 (61) - 코다마 키요시
도쿄 지검의 차석 검사.

#### 그 외
바텐더 - 타나카 요지
바 〈St.George's Tavern〉의 바텐더.
이도 슈지 - 마사나 보쿠조
죠사이 지부의 수위.
오오츠카 - 오카야마 하지메
순경.
통신 판매 프로그램의 내레이션 - 야자와 료스케, 사카이 아카네
통신 판매 프로그램의 더빙 내레이터.

### 스태프
- 각본 - 오오타케 마나부 (1), 후쿠다 야스시 (2 ~ 4·6·7·9·11), 하타 타케히코 (5), 타나베 미츠루 (8·10)
- 연출 - 스즈키 마사유키 (1·2·4·7·9·11), 히라노 신 (3·5), 사와다 켄사쿠 (6·10), 카몬 이쿠오 (8)
- 프로듀스 - 이시하라 타카시, 와다 코우
- 협력 프로듀스 - 쇼지 히데후미
- 기획 협력 - 키바야시 신
- 음악 - 핫토리 타카유키
- 편성 - 오사베 소스케
- 편집 - 타구치 타쿠야
- 제작 협력 - 바스크, 시부야 비디오 스튜디오
- 제작 - 후지 TV

### 주제가
- 우타다 히카루 〈Can You Keep A Secret?〉

### 방송 일자
| 각 화                                                  | 방송일          | 부제                        | 각본            | 연출            | 시청률 | 시청률 |
| 각 화                                                  | 방송일          | 부제                        | 각본            | 연출            | 칸토   | 칸사이 |
| ------------------------------------------------------ | --------------- | --------------------------- | --------------- | --------------- | ------ | ------ |
| 제1화                                                  | 2001년 1월 8일  | 최악의 만남                 | 오오타케 마나부 | 스즈키 마사유키 | 33.4%  | 24.9%  |
| 제2화                                                  | 2001년 1월 15일 | 돌아가지 못하는 두 사람     | 후쿠다 야스시   | 스즈키 마사유키 | 32.7%  | 24.6%  |
| 제3화                                                  | 2001년 1월 22일 | 사랑이라고 하는 이름의 범죄 | 후쿠다 야스시   | 히라노 신       | 30.8%  | 21.7%  |
| 제4화                                                  | 2001년 1월 29일 | 그에게 배운 것              | 후쿠다 야스시   | 스즈키 마사유키 | 30.7%  | 24.2%  |
| 제5화                                                  | 2001년 2월 5일  | 둘만의 밤                   | 하타 타케히코   | 히라노 신       | 34.9%  | 21.5%  |
| 제6화                                                  | 2001년 2월 12일 | 그녀의 가장 소중한 것       | 후쿠다 야스시   | 사와다 켄사쿠   | 36.1%  | 25.3%  |
| 제7화                                                  | 2001년 2월 19일 | 널 만나서 다행이야          | 후쿠다 야스시   | 스즈키 마사유키 | 34.5%  | 22.1%  |
| 제8화                                                  | 2001년 2월 26일 | 과거를 아는 여자            | 타나베 미츠루   | 카몬 이쿠오     | 36.8%  | 25.3%  |
| 제9화                                                  | 2001년 3월 5일  | 내가 언제나 곁에 있어       | 후쿠다 야스시   | 스즈키 마사유키 | 34.4%  | 26.2%  |
| 제10화                                                 | 2001년 3월 12일 | 이별의 예감                 | 타나베 미츠루   | 사와다 켄사쿠   | 35.1%  | 27.2%  |
| 최종화                                                 | 2001년 3월 19일 | 마지막 사건                 | 후쿠다 야스시   | 스즈키 마사유키 | 36.8%  | 27.3%  |
| 펑균 시청률                                            | 펑균 시청률     | 펑균 시청률                 | 펑균 시청률     | 펑균 시청률     | 34.3%  | 24.6%  |
| (시청률은 칸토 지구, 칸사이 지구 비디오 리서치사 조사) |                 |                             |                 |                 |        |        |

- 제1화는 15분 확대 (21:00 ~ 22:09).
- 최종화는 25분 확대 (21:00 ~ 22:19).

## 특별편
2006년 7월 3일에 단발 드라마로 5년 만에 부활했다.

### 등장인물
쿠리우 코헤이 - 키무라 타쿠야

츠가루 타모츠 - 츠츠미 신이치

이즈미야 리리코 - 아야세 하루카

코모리 타쿠로 - 벤가루

무라카미 켄타로 - 스즈키 코스케

테라모토 아츠시 - 스즈키 타쿠

시마무라 메구미 - 네기시 토시에

오오야부 마사히로 - 이시바시 렌지

타츠미 에리코 - 이이지마 나오코

야지마 - 무사카 나오마사

선술집 주인 - 무라마츠 토시후미

아키즈키 레이코 - 요시노 키미카

카모이 마사키 - 리쥬 고

산노미야 타카시 - 사카타 타다시

실화 파라다이스의 관계자 - 오오타카 히로오

니와토리 도로보 - 사토 지로

니시야마 고이치 - 시오미 산세이

후루코시 히로코 - 테즈카 사토미

타키타 아키히코 - 나카이 키이치

아마미야 마이코 - 마츠 타카코

나카무라 미스즈 - 오오츠카 네네

시바야마 미츠쿠 - 아베 히로시

에가미 타츠오 - 카츠무라 마사노부

스에츠구 타카유키 - 코히나타 후미요

엔도 켄지 - 야시마 노리토

우시마루 유타카 - 카도노 타쿠조

나베시마 토시미츠 - 코다마 키요시

이도 슈지 - 마사나 보쿠조

바텐더 - 타나카 요지

통신 판매 프로그램의 내레이션 - 사토 아사토, 야마기시 이사오, 모로타 카오루

### 스태프
- 각본 - 후쿠다 야스시
- 음악 - 핫토리 타카유키
- 기획 - 이시하라 타카시, 와다 코우
- 프로듀스 - 스즈키 요시히로, 마키노 타다시
- 협력 프로듀스 - 키쿠치 히로유키
- 연출 - 사와다 켄사쿠

### 방송 일자
| 방송일         | 부제 (서브 타이틀)                                                 | 각본          | 연출          | 칸토 시청률 | 칸사이 시청률 |
| -------------- | ------------------------------------------------------------------ | ------------- | ------------- | ----------- | ------------- |
| 2006년 7월 3일 | 오늘밤 부활!! 아름다운 바다 마을의 괴사건에 전설의 검사가 도전한다 | 후쿠다 야스시 | 사와다 켄사쿠 | 30.9%       | 27.8%         |

## 제2기
캐치프레이즈는, 〈시대는 변했다. 이 남자는 어떤가.〉.

### 등장인물

#### 주요 인물
쿠리우 코헤이 (40) - 키무라 타쿠야
검사.
아사기 치카 (28) - 키타가와 케이코
사무관.

#### 도쿄 지방 검찰청 죠사이 지부
카와지리 켄자부로 (55) - 마츠시게 유타카
부장 검사.
타무라 마사시 (44) - 스기모토 텟타
검사.
엔도 켄지 (38) - 야시마 노리토
사무관.
우노 다이스케 (31) - 하마다 가쿠
검사.
스에츠구 타카유키 (53) - 코히나타 후미요
사무관.
바바 레이코 (42) - 요시다 요
검사.
이도 슈지 (42) - 마사나 보쿠조
사무관.
코스기 케이타 (33) - 카츠야
경비원.

#### 도쿄 지방 검찰청 본청
우시마루 유타카 (62) - 카도노 타쿠조
도쿄 지검 차석 검사.

#### 그 외
〈St.George's Tavern〉 마스터 - 타나카 요지

### 스태프
- 각본 - 후쿠다 야스시
- 음악 - 핫토리 타카유키
- 기획 - 스즈키 요시히로
- 기획 협력 - 키바야시 신
- 타이틀백·VFX - 야마모토 마사유키
- 프로듀스 - 와타나베 츠네야
- 협력 프로듀스 - 마키노 타다시
- 연출 - 스즈키 마사유키, 히라노 신, 카나이 히로시, 모리와키 토모노부

### 방송 일자
| 각 화                                                       | 방송일          | 부제 (서브 타이틀)                                                        | 연출              | 시청률 |
| ----------------------------------------------------------- | --------------- | ------------------------------------------------------------------------- | ----------------- | ------ |
| 제1화                                                       | 2014년 7월 14일 | 13년 만에 게츠9에 부활! 쿠리우 새로운 전설의 시작은 시효 직전의 보석 강도 | 스즈키 마사유키   | 26.5%  |
| 제2화                                                       | 2014년 7월 21일 | 쿠리우VS민완 변호사! 여자의 적…두 치한의 거짓말과 수수께끼                | 스즈키 마사유키   | 19.0%  |
| 제3화                                                       | 2014년 7월 28일 | 진실의 행방 콤비 해소 위기!? 절대로 사과하지 않는 검사                    | 히라노 신         | 20.5%  |
| 제4화                                                       | 2014년 8월 4일  | 미스즈 검사 등장! 넌 내가 지킨다                                          | 히라노 신         | 18.7%  |
| 제5화                                                       | 2014년 8월 11일 | 귀신 검사와 비밀을 아는 소녀의 눈물                                       | 카나이 히로시     | 21.0%  |
| 제6화                                                       | 2014년 8월 18일 | 엔도가 체포! 참극의 미팅                                                  | 스즈키 마사유키   | 20.1%  |
| 제7화                                                       | 2014년 8월 25일 | 운명의 만남 애증의 아타미 출장                                            | 히라노 신         | 19.0%  |
| 제8화                                                       | 2014년 9월 1일  | 쿠리우 위기! 대역 출두의 어둠                                             | 카나이 히로시     | 20.5%  |
| 제9화                                                       | 2014년 9월 8일  | 용서받지 못할 거짓말! 치열한 팀전                                         | 모리와키 토모노부 | 20.2%  |
| 제10화                                                      | 2014년 9월 15일 | 최종장 돌입 들춰지는 진실의 대가…죠사이 지부 최후의 사건                  | 히라노 신         | 22.3%  |
| 최종화                                                      | 2014년 9월 22일 | 전대미문의 재판원 재판! 쿠리우, 검사 생명을 건 결단·정의를 위한 최종 결전 | 스즈키 마사유키   | 22.9%  |
| 평균 시청률 21.3% (시청률은 칸토 지구·비디오 리서치사 조사) |                 |                                                                           |                   |        |

- 첫회는 30분 확대 (21:00 ~ 22:24).
- 제2·3·10화는 15분 확대 (21:00 ~ 22:09).
- 최종회는 30분 확대 (21:00 ~ 22:24).

## 수상 경력
제1기
- 제38회 갤럭시 선장
- 제26회 엘란도르상 (작품 부문, 프로듀서 부문)
- TV LIFE (각켄) 드라마 대상
- 제28회 더 텔레비전 드라마 아카데미상 (최우수 작품상, 주연 남우상, 주제가상, 베스트 드레서상, 감독상, 캐스팅상)
- 제4회 닛칸 스포츠 드라마 그랑프리 주연 남우상
- 제11회 TV LIFE 연간 드라마 대상 주연 남우상

제2기
- 제82회 더 텔레비전 드라마 아카데미상 (최우수 작품상, 주연 남우상, 감독상)
- 도쿄 드라마 어워드 2015 (조연 여우상)

## 스핀오프 드라마
2014년 8월 10일 심야부터 제2기의 스핀 오프 드라마로, 경비원 코스기 케이타를 주인공으로 한 단편 드라마《HORE》가 후지 TV에서 방송. 총 4회.

### 등장인물
- 코스기 케이타 - 카츠야
- 이도 슈지 - 마사나 보쿠조
- 바바 레이코 - 요시다 요 (3 - 4)

### 방송 일자
| 각 화 | 방송일          | 부제                                         | 연출              | 방송 시간   |
| ----- | --------------- | -------------------------------------------- | ----------------- | ----------- |
| 제1밤 | 2014년 8월 11일 | 공포! 조사이 지부에 살인마!? 경비원 코스기   | 카나이 히로       | 2:20 - 2:35 |
| 제2밤 | 2014년 8월 18일 | 흥미롭게도하고! 경비원 VS 웃지 않는 아이     | 히라노 신         | 2:50 - 3:05 |
| 제3밤 | 2014년 8월 25일 | 연애는 사건의 시작? 검사 바바 레이코 등장!   | 모리와키 토모노부 | 2:45 - 3:00 |
| 제4밤 | 2014년 9월 15일 | 어!? 코스기가 검사에!? 어느 남자의 이상한 꿈 | 메구로 유키노     | 2:50 - 3:05 |